# Fitchburg (Massachusetts)
Fitchburg – miasto w Stanach Zjednoczonych, w północnej części hrabstwa Worcester, w stanie Massachusetts. Według spisu w 2020 roku liczy 41,9 tys. mieszkańców i jest trzecim co do wielkości miastem w hrabstwie Worcester. 
Fitchburg słynie ze starych młynów wzdłuż rzeki Nashua, pagórkowatej topografii, parków regionalnych oraz zwartych enklaw sąsiedzkich, które w wielu przypadkach nadal zachowują swoją tożsamość etniczną. Do kulturalnych atrakcji miasta należą Muzeum Sztuki Fitchburga, Uniwersytet Stanowy Fitchburga oraz słynny na całym świecie coroczny wyścig rowerowy Longsjo Classic.
Produkcja obejmuje maszyny, wyroby papiernicze i metalowe, farmaceutyki, tworzywa sztuczne i tekstylia.

## Miasta partnerskie
- Kleve
- Kokkola
- Tianjin
- Oni

## Ludzie urodzeni w Fitchburgu
- Amerie (ur. 1980) – piosenkarka, tancerka, aktorka
- Herbert William Conn (1859–1917) – bakteriolog i pedagog
- Bruce Gordon (1916–2011) – aktor
- Louise Freeland Jenkins (1888–1970) – astronomka